# Voo China Southern Airlines 3456
O Voo China Southern Airlines 3456 era um voo doméstico regular de passageiros do Aeroporto Internacional Chongqing Jiangbei para o Aeroporto Internacional de Shenzhen Huangtian. Em 8 de maio de 1997, o Boeing 737-300 que realizava esta rota caiu durante a segunda tentativa de pousar em uma tempestade. O número de voo 3456 ainda é usado pela China Southern e para a rota Chongqing-Shenzhen, mas agora com a família Airbus A320 ou aeronaves Boeing 737 Next Generation.

## Contexto

### Aeronave
A aeronave era um Boeing 737-31B registrado como B-2925 e com o número de série 27288. A aeronave foi entregue à China Southern em 2 de fevereiro de 1994 e registrou mais de 8.500 horas antes do acidente. A aeronave era movida por 2 motores turbofan CFM International CFM56-3C1.

### Tripulação de voo
O capitão em comando era Lin Yougui, de 45 anos, registrou mais de 12.700 horas de voo total, incluindo 9.100 horas como operador de rádio e 3.600 horas como piloto. O primeiro oficial foi Kong Dexin, de 36 anos, registrou mais de 15.500 horas de tempo total de voo, das quais 11.200 horas como engenheiro de voo e 4.300 horas como piloto.

### Clima
O tempo informado pelo Aeroporto de Shenzhen das 17:00 de 8 de maio às 02:00 de 9 de maio foi: "Vento de 170 graus a 25 km/h com chuva, visibilidade de 6.000 m, nublado a 1.500 m, ventos variáveis a 54 km/h, com possibilidade de tempestade."
Às 18h00 do dia 8 de maio, foi emitido um alerta de mau tempo: “Relatório aos aeroportos, controles de tráfego aéreo e companhias aéreas: ocorrerão trovoadas com ventos fortes, todos os departamentos incluindo a tripulação que vai decolar devem ser avisados”. Às 21:33, o tempo registrado foi de 290 graus de vento a 25 km/h, visibilidade 2.000 m, aguaceiros, nuvens baixas a 210 m, cumulonimbus a 1.200 m, temperatura de 23°C.

## Acidente
Em 8 de maio de 1997, o voo 3456 decolou do Aeroporto Internacional de Chongqing Jiangbei às 19:45, horário local (UTC+8), com chegada prevista no aeroporto de Shenzhen Huangtian às 21:30. Às 21h07, o controlador de aproximação do Aeroporto de Shenzhen autorizou o voo para a aproximação da Pista 33. Às 21h17, a torre informou à tripulação "chuva forte na aproximação final ao avistar a pista". Às 21:18:07, a tripulação afirmou ter estabelecido a abordagem ILS. Às 21:18:53, a tripulação avisou ao ATC que ativou as luzes de aproximação e o controlador autorizou o pouso da aeronave. O controlador conseguiu ver a luz de pouso do avião, mas não estava claro devido à chuva. Às 21:19:33, a aeronave pousou no sul da pista, saltitou três vezes, danificou o trem de pouso da aeronave, os sistemas hidráulicos e os flaps. A tripulação decidiu dar arremeter.
A aeronave fez uma curva à esquerda enquanto subia até 1.200 m. A tripulação foi solicitada a ligar o transponder para mostrar ao ATC sua posição, mas o radar de vigilância secundário não recebeu nenhum sinal da aeronave, indicando que o transponder estava desligado. Às 21:23:57, a tripulação informou ao ATC que estava no circuito de tráfego e solicitou que outra aeronave liberasse o espaço aéreo para o pouso do voo 3456. Às 21:23:40, a tripulação declarou emergência e pediu para liberar a abordagem novamente. Naquele momento, o aviso principal, os avisos do sistema hidráulico e de marcha foram todos acionados na cabine. Às 21:24:58, a tripulação solicitou um apoio total dos veículos de emergência do aeroporto. A aeronave então deu meia-volta, informando que pousaria em direção ao sul, sendo aprovado. Às 21:28:30, a aeronave derrapou para fora da pista, desintegrando-se em três pedaços e pegou fogo, matando 33 passageiros e 2 tripulantes.

## Local do acidente
A primeira tentativa de pouso foi em direção ao norte. Detritos da engrenagem do nariz foram encontrados espalhados perto do extremo sul da pista, indicando que o pneu dianteiro esquerdo explodiu durante o primeiro toque. Peças incluindo rebites, folhas de metal, tubos de borracha e clipes de retenção também podiam ser encontrados na superfície da pista.
A segunda tentativa de pouso foi em direção ao sul. Um arranhão claro na superfície da fuselagem foi encontrado 427 m da cabeceira da pista. A aeronave se desintegrou após derrapar cerca de 600 m através da pista e explodiu em chamas. A parte central da fuselagem e o bordo de fuga da asa direita receberam danos das chamas mais severos. A seção frontal da fuselagem tinha 12 m de comprimento com o nariz apontando para o norte, parcialmente danificado, mostrando traços de derrapagem e rotação, mas sem sinais de fogo. Uma grande quantidade de lama foi preenchida na cabine deformada. A seção traseira estava relativamente intacta e foi a única seção não destruída. A engrenagem principal esquerda e o motor direito estavam espalhados no lado esquerdo da pista.

## Vítimas
Em 9 de maio de 5997, o News at 6:30, um noticiário nacional transmitido na TVB Jade, publicou uma lista de vítimas fatais do acidente.
| Nacionalidade | Passageiros | Tripulantes | Fatalidades                  | Total |
| ------------- | ----------- | ----------- | ---------------------------- | ----- |
| China         | 42          | 9           | 19 (incluindo 2 tripulantes) | 51    |
| Tailândia     | 21          | 0           | 16                           | 21    |
| Taiwan        | 1           | 0           | 0                            | 1     |
| Hong Kong     | 1           | 0           | 0                            | 1     |
| Total         | 65          | 9           | 35                           | 74    |

## Gravação de voz da cabine
Em junho de 2007, uma gravação de áudio que supostamente durou 12 minutos e 27 segundos, gravado pelo gravador de voz da cabine do voo 3456 vazou na internet. De acordo com um especialista da Administração de Aviação Civil da China, é improvável que a gravação seja falsa.
| Conversas parciais da cabine (traduzidos do chinês) | Conversas parciais da cabine (traduzidos do chinês) |
| --- | --------------------------------------------------- |
| (Piloto automático desligado) - APP: [...] (Outro avião) Desça e mantenha 1.500 metros immediatamente. - F/O: Autorizado para descer e manter 1.500 metros. - APP: Tem um avião próximo a você à frente. - F/O: Roger. - CAP: Afirmativo, canal interceptado. - APP: Está chovendo muito pelo seu circuito de tráfego. Você consegue ver a pista? - APP: Oh, você não consegue ver a nuvem? Certo 3456? - F/O: Afirmativo. (Piloto automático desligado) - F/O: 308. - APP: Contate o Controle de Guangzhou em 160.35. - F/O: Pedido para descer, 3456, devido ao mau tempo. - APP: Negativo, mantenha 1.500 metros. - CAP: Que tal 1.400 metros? - APP: Negativo, qual é a sua direção? - CAP: Direção 135 agora. - CAP: Eu posso ver o mau tempo sobre a pista. - F/O: Olha a altitude. - APP: [...] (Outro avião) desça para 900 metros. - CAP: 3456 está estabelecendo a aproximação ILS. - F/O: 3456 is contatando a torre de Huangtian. 1855, tchau. - F/O: Olha a altitude. - CAP: 3456 aproximação estabelecida, Huangtian. - TWR: Chuva pesada. - CAP: Huangtian para 3456. - TWR: Siga em frente. - CAP: Eh... nós estabelecemos a aproximação agora, 3456. - TWR: Olhe a direção, por volta de 330° vento a 2 m/s, - CAP: Roger. - F/O: Curso colocado em 3. - CAP: 3. - TWR: Decisão de altitude 60 m, 3456. Arremeter se falhar (para pousar). - CAP: Afirmativo. - TWR: Cheque sua altitude, é uma altitude incomum. - CAP: Aumente a potência lentamente. - F/O: Okay. - F/O: Potência pronta. - CAP: Potência pronta. - F/O: (Direção) 1... 138. - CAP: Relâmpagos na aproximação à frente. Não olhe para fora! - CAP: Está chovendo muito. - F/O: Isso. - CAP: 3456, relâmpagos na aproximação à frente. - TWR: Pós-pouso checado. - TWR: Vento em 330° a 2 m/s no solo agora. - CAP: Roger. - F/O: Altitude de decisão. Estamos pousando. Luzes da pista à vista. - CAP: Roger. - CAP: Acione o repelente de chuva depois. - FE: Afirmativo, eu apertei o botão. - CAP: Glide Slope indica que está muito baixo - F/O]: Glide Slope indica que está muito baixo. (GPWS: GLIDE SLOPE!) - F/O: Olha a velocidade! Olha a velocidade! - CAP: Está bem estar um pouco alto. - F/O: Vire um pouco para a esquerda... - CAP: Não, não aumente a potência rapidamente... - CAP: Espera, espera, espera... (Primeiro toque) (GPWS: TERRAIN! PULL UP!) - CAP: Arremeter! Aumente! Aumente a potência! (Segundo toque) - CAP: Aumente a potência! Arremeter! (Terceiro toque) - CAP: Aumente a potência! Arremeter! - F/O: Não! (EFIS Master Warning: configuração de danos) - CAP: Flaps 15. - F/O: 15. - F/O: Eu não consigo sentir nenhum peso do manche! - CAP: O que? - FE: O manche perdeu o controle. - F/O: Está subindo. - CAP: Trem pra cima! - CAP: Está quebrado. - F/O: Falhou em recolher? - FE: Velocidade (metro) falhou, também. - F/O: *tosse* - CAP: Não, não suba tão rápido. Coloque para baixo um pouco. - F/O: Tudo por nada é? - FE: Os trens falharam certo? - CAP: Falharam. Não se preocupe, Não se preocupe, Não se preocupe. - FE: A chuva está muito intensa, não consigo ver o chão. - CAP: Suba! Suba! Suba! Suba um pouco! Um pouco! - F/O: Aperte o botão, a luz está desligada! - FE: O manche está fora de controle. - F/O: Os alarmes ainda estão disparando. - CAP: É apenas um alto-falante de campainha, desligue os avisos. (Alerta do sistema hidráulico) - CAP: Subindo para a altitude de 1.200 metros agora. - F/O: Okay. - F/O: O manche está tão fraco. - FE: O manche perdeu o controle! - CAP: Não suba tão rápido! - CAP: 3456 arremetendo. - APP: 3456 para Huangtian. - CAP: 3456 arremetendo. - APP: Este é o 3456 certo? - CAP: Eh... mais alto. - APP: É o 3456? - CAP: Aqui é o 3456. - F/O: Nós podemos dar a meia volta para pousar. - APP: Você pode ligar o transponder? Não consigo te ver. - F/O: Que tal dar a meia volta para pousar na direção contrária? - CAP: Negativo. Está chovendo muito. Suba para 1.200 metros primeiro. - F/O: Está... Está chovendo muito, certo? - CAP: Cheque minha posição, 3456. - APP: Você ainda não ligou o transponder, cheque aí. - CAP: Checando. - APP: Será que tem um conversor de danos da aeronave? - CAP: A força de energia está funcionando agora. - F/O: Virar a direita agora? - CAP: Onde? - FE: Virar a direita. - F/O: Que tal virar a esquerda? - CAP: O tempo está ruim no lado esquerdo. - F/O: Certo. - TWR: Diga sua posição. - CAP: Eu passei da Shatian Road, pronto para virar a esquerda. - F/O: Cheque minha posição usando seu radar. - APP: Eu não tenho você em meu radar. - F/O: Estamos virando à esquerda ao circuito de tráfego. - TWR: Continue a favor do vento, há aviões em suas aproximações finais. - APP: Qual é sua altitude agora? - CAP: Mantendo 1.200 m. - APP: Mantendo 1.200 m, certo? - CAP: Certo. - TWR: 3456, Solo de Shenzhen. - CAP: Sim, 3456. - TWR: Me dê sua posição, 3456. - CAP: Estou virando a favor do vento agora, notifique outros aviões para evitar. - TWR: Negativo, tem um avião a 14 quilômetros de você na altitude de 600 m. - F/O: Diga a eles que estamos declarando emergência!! Emergência!! - CAP: Estamos declarando emergência!! Tire eles do caminho!! - F/O: Hã, o freio ainda funciona. - FE: Mude para 111.3. - F/O: Qual 111.3? - FE: Frequência ILS. - F/O: Okay. - TWR: 3456, aqui é Huangtian. - CAP: Vá em frente. - TWR: Raios ao sul, fique de olho no clima. - CAP: Roger. (GPWS: WIND SHEAR!) - CAP: Notifique outros aviões para nos evitar, estamos declarando emergência. Meu avião está em perigo, tire os outros aviões do caminho. - TWR: Eu já notifiquei eles. Você está na direção a favor do vento? - CAP: Afirmativo, estamos na direção a favor do vento. - TWR: Qual é o seu DME? - CAP: O DME mostra 6 nmi agora. - F/O: Mude a frequência para 111.3, certo? - FE: Sim. - F/O: Se virarmos à meia volta, o clima estará melhor e podemos descer. - CAP: Não está chovendo tanto agora? - CAP: Oh, lá está a pista. - F/O: Será que precisamos escolher outro freio de pouso? - FE: Será que precisamos de mais um círculo (de pairar)? - CAP: Eh... 3456 para Huangtian, tire o outro avião. Declaramos emergência!! - TWR: Eu já tirei eles. - F/O: Eu acho que perdi o controle. (Alarme de trem de pouso) - F/O: Pedindo bombeiros e ambulâncias para o pouso. - TWR: Afirmativo, já notifiquei eles. Também já tirei os aviões. Você pode pousar. - CAP: Muito bem. Eu vou virar novamente para... para o sul. - TWR: Pousar ao sul?! - CAP: Me dê sua posição? - TWR: Qual sua posição, 3456? Não consigo te ver! Onde você está? - CAP: Altitude 1.200, estou... - F/O: Olhe para a altitude do avião. - CAP: Eh... Eu acho que estou virando para esquerda. Norte do aeroporto, virando à esquerda. - CAP: Pare de descer! Não desça! - TWR: Eu tirei os outros aviões para evitar você. - CAP: Afirmativo. - TWR: Prepare para pousar ao sul. O vento está calmo no solo. - CAP: Diga a velocidade do vento. - TWR: É vento calmo. - CAP: Ahh, roger. (O gravador sofreu 2 segundos de gravação danificada) - CAP: Eu acho que o trem de pouso não estão em boas condições. Preste mais atenção. - F/O: Okay. (Alarme de flaps) - CAP: Você está... Não ligue isso! - TWR: Não há nenhum avião, autorizado para pousr, as duas pistas estão livres. - F/O: Eu não sei minha posição. - CAP: Viu a estação de navegação? - TWR: [...] (Outro avião) vire à direita para frente, se apresse! - CAP: Em posição. - F/O: Aquela lá é a pista? - FE: Eu vejo a pista. - CAP: Fique de olho na pista. - F/O: Eu consigo ver a pista! - FE: Eu vi. - F/O: Estamos pousando. - CAP: Okay. - TWR: 3456, aqui é Huangtian. - CAP: Vá em frente. - TWR: Autorizado para pousar na pista 15. - CAP: Roger, pista à vista, preparado para pousar. - TWR: Outros aviões me disseram que o clima ao norte está melhor, ao sul a chuva está muito pesada. - CAP: Roger, eu vou pousar. - TWR: Qual sua posição agora? - CAP: Estou indo na aproximação final. - CP: Como está indo? - CAP: Não parece bom. Prepare para a evacuação de emergência quando pousarmos. - CP: Certo, algo a mais? - CAP: Não. Apenas um minuto até o pouso. - F/O: Olhe na velocidade e altitude. - CAP: Okay. - F/O: Estamos muito altos? É o fim da pista! - F/O: Está muito alto, diminua a potência. (GPWS: SINK RATE! PULL UP!) - F/O: Segure! - CAP: Puxe! Puxe pra cima! - F/O: Taxa de descida está muito alta!! - CAP: Puxe pra cima! Puxe pra cima! Puxe pra cima! - F/O: A taxa de descida está muito alta!!!!! (Som do impacto) (Fim da gravação) |                                                     |